# 舟越桂
舟越 桂（ふなこし かつら、1951年5月25日 - 2024年3月29日）は、岩手県盛岡市出身の彫刻家。

## 略歴
1951年、彫刻家で東京芸術大学教授の舟越保武の次男として生まれる。1975年、東京造形大学彫刻科を卒業、東京芸術大学大学院に進学する。1977年、同大学院美術研究科彫刻専攻修了。

1986年、文化庁芸術家在外研究員として英国・ロンドンに渡る。1988年、戸谷成雄、植松奎二と共に第43回ヴェネツィア・ビエンナーレの日本代表作家に選出される。舟越作品は好評を博し、帰国後には東京・日本橋の西村画廊で凱旋個展を行なった。同年、第43回サンパウロ・ビエンナーレにも出品。

1989年、東京造形大学の客員教授となる。1992年、ドクメンタIX（ドイツ・カッセル）に出品。同年、第9回シドニー・ビエンナーレにも出品。

2006年、両性具有像「森に浮くスフィンクス」を発表。
2024年3月29日、肺がんのため死去。72歳没。

## 人物
小学3年生のころには父と同じように彫刻家になることを漠然と意識していた。高校生時代はラグビーの練習に明け暮れていたが、美術予備校の夏期講習に参加したことで彫刻家になる意思を固めた。浪人して東京造形大学彫刻科に入学したが、3年時にはラグビー熱が再燃し、学内でラグビー部を立ち上げている。

姉は株式会社すえもりブックス社長の末盛千枝子（すえもり ちえこ、1941年 - 、姉の夫は末盛憲彦）。弟の舟越直木も彫刻家である。
家族全員がカトリック信者である。そのため葬儀ミサはカトリック初台教会で執り行われた。

## 作風
1977年、東京芸術大学の大学院生のとき、北海道北斗市のトラピスト修道院から2メートル以上ある「トラピストの聖母子」の制作を依頼された。その際、大学の長沢市郎からアドバイスを受け楠という素材に出会った。硬さがちょうどよく、彫る速度が自分にあっている。「運命的な出会い」と舟越は語っている。

木彫による半身像は1980年に製作した「妻の肖像」が最初である。

目は、材質に迷っていたとき、父親のアトリエにあった大理石を使用したのが始まりである。
半球の大理石をコーティングして光らせ、竹の釘で留めたあと接着剤で補強する。
これは鎌倉時代の技法をアレンジしたものである。

小説「永遠の仔」「悼む人」（天童荒太著）や「海峡の光」（辻仁成著）など、数多くの書籍の表紙にも作品が用いられている。

## 受賞歴
- タカシマヤ文化基金第1回新鋭作家奨励賞、1991年。
- 第26回中原悌二郎賞優秀賞、1995年[1]。
- 第18回平櫛田中賞、1997年[1]。
- 第33回中原悌二郎賞、2003年。
- 芸術選奨文部科学大臣賞、2009年[1]。
- 毎日芸術賞、2009年[1]。
- 紫綬褒章、2011年[15][16]。
- 旭日小綬章、2024年（没後追贈）[17]